# Громова, Вера Исааковна
Вера Исааковна Громова (урождённая Бродская; 8 [20] марта 1891, Оренбург — 21 января 1973, Москва) — советский учёный-териолог и палеонтолог, доктор биологических наук, профессор, исследователь ископаемых копытных млекопитающих.

## Биография
Родилась 8 (20) марта 1891 года в городе Оренбурге (Оренбургская губерния) в семье юриста.
В 1908 году, в Оренбурге, окончила гимназию, с золотой медалью.
В 1908 году Поступила на естественное отделение Бестужевские курсов в Санкт-Петербурге.
В 1912—1918 годах училась в Москве — Московские высшие женские курсы.
С 1919 года начала работать в Петрограде в Зоологическом музее (институте), где занималась млекопитающими (главным образом копытными) ископаемыми и современными (остеология в музее), изучала общие вопросы эволюционной палеонтологии.
В 1921—1929 годах сотрудничала с Государственной академией истории материальной культуры.
С 1942 года работала в Москве Палеонтологическом институте АН СССР. Заведующая лабораторией млекопитающих (1946—1960).
В 1946 году стала доктором биологических наук, диссертация по теме «История лошадей (род Equus) в Старом Свете».
Описала новый вид ископаемой лошади: Equus chosaricus Gromova, 1949.
В 1960 году вышла на пенсию.
Скончалась 20 января 1973 года в Москве.

## Семья
- Сын — Громов, Игорь Михайлович (1913—2003) — палеонтолог[6].
- Сын — Громов, Лев Михайлович (1918—2001) — экономист, лингвист.

## Награды и премии
- 1953 — орден Ленина, за долголетнюю научную работу.